# ناتالی کلیفورد بارنی
 ناتالی کلیفورد بارنی (انگلیسی: Natalie Clifford Barney؛ زاده ۳۱ اکتبر ۱۸۷۶ درگذشته ۲ فوریهٔ ۱۹۷۲) یک نمایش‌نامه‌نویس اهل ایالات متحده آمریکا بود.